# Cena

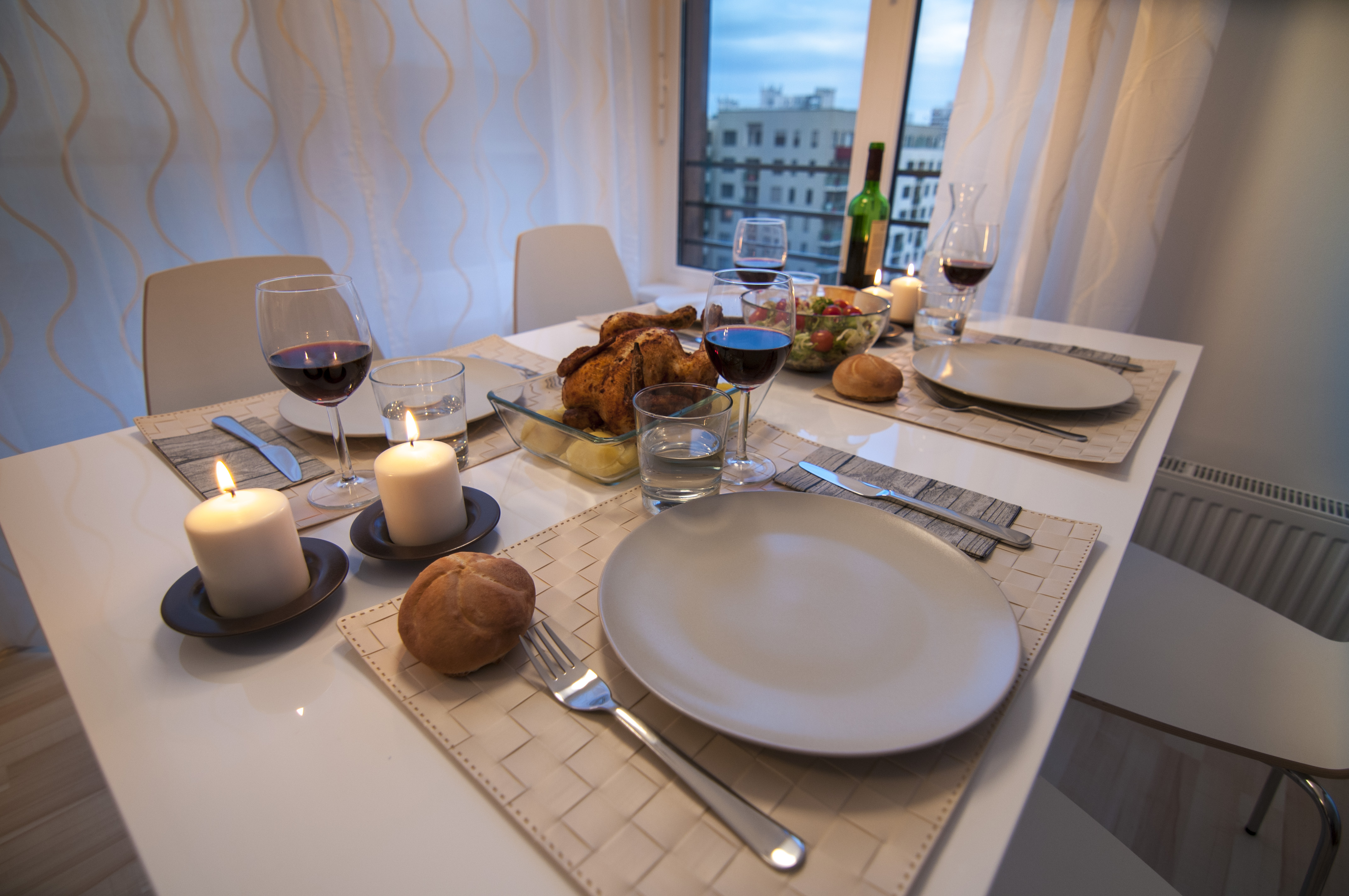
Una tavola apparecchiata per la cena

La cena è uno dei pasti principali della giornata, che si consuma generalmente la sera, variando nelle dimensioni e nella consistenza, a seconda della cultura. Rappresenta generalmente il terzo pasto della giornata, dopo la colazione e il pranzo.

## Etimologia
Il termine italiano deriva dal latino cena, a sua volta dal latino arcaico cesna, dal Proto-Italico *kertsnā dal Proto-Indo-Europeo *kért-s-nh₂ (“porzione”), a sua volta dalla radice (s)kert- (“tagliare”),da *(s)ker- 

## Caratteristiche
Al tempo della Roma antica, la cena era il pasto principale della giornata, da consumarsi rigorosamente in comune, come il termine suggerisce, appunto, in momenti conviviali, soprattutto nei ricevimenti delle case patrizie. Si consumava relativamente presto alle tre-quattro del pomeriggio, tradizione che è rimasta in alcuni paesi, come
in America settentrionale ad esempio, dove il pasto serale è previsto generalmente intorno alle ore 18, mentre in Europa l'orario è estremamente variabile (dalle ore 18 della Gran Bretagna alle ore 22 della Spagna). In molti paesi anglosassoni infatti, si usa infatti indicare "dinner" come il pasto principale (dal francese "dîner", a sua volta derivante dal latino dis-jejuniis, in latino = "rompere il digiuno", anche se, con l'introduzione dei pasti mattutini della colazione e del pranzo, il termine perse il suo significato originale). Il dinner era quindi un pasto principale in qualsiasi orario della giornata ma, col passare dei secoli fu spostato sempre di più in orario serale, quando il pranzo divenne un vero e proprio pasto, da consumarsi, questa volta, dopo mezzogiorno o nelle ore pomeridiane.  La cena fu quindi spostata nel tardo pomeriggio e nella sera, e quindi tradotto come "cena". Per il pasto serale più leggero, familiare o informale, o in differenti ore della sera, si tende ad utilizzare di più il termine inglese "supper".

La composizione degli alimenti della cena è pressoché comparabile con quella del pranzo tradizionale, anche se in alcuni paesi, ad es. la Germania, diventa un pasto più frugale di quello di mezzogiorno. In Italia, la cena è sia di entità che di tempo variabile, a seconda delle occasioni. Nelle giornate normali, diventa il momento più tipico di aggregazione della famiglia, poiché quasi tutti i membri sono già tornati a casa dal lavoro o dallo studio, ma a volte si esprime nei cosiddetti "cenoni", in occasione di feste. A volte, la cena, inteso appunto come momento aggregativo e sociale, è anche un sinonimo di corteggiamento, ad esempio nelle diffuse locuzioni di "cena a lume di candela", "portare fuori a cena".
Sempre in Italia, l'orario di cena è anch'esso variabile, dalle 19:00 circa alle 21:30.

## Galleria d'immagini

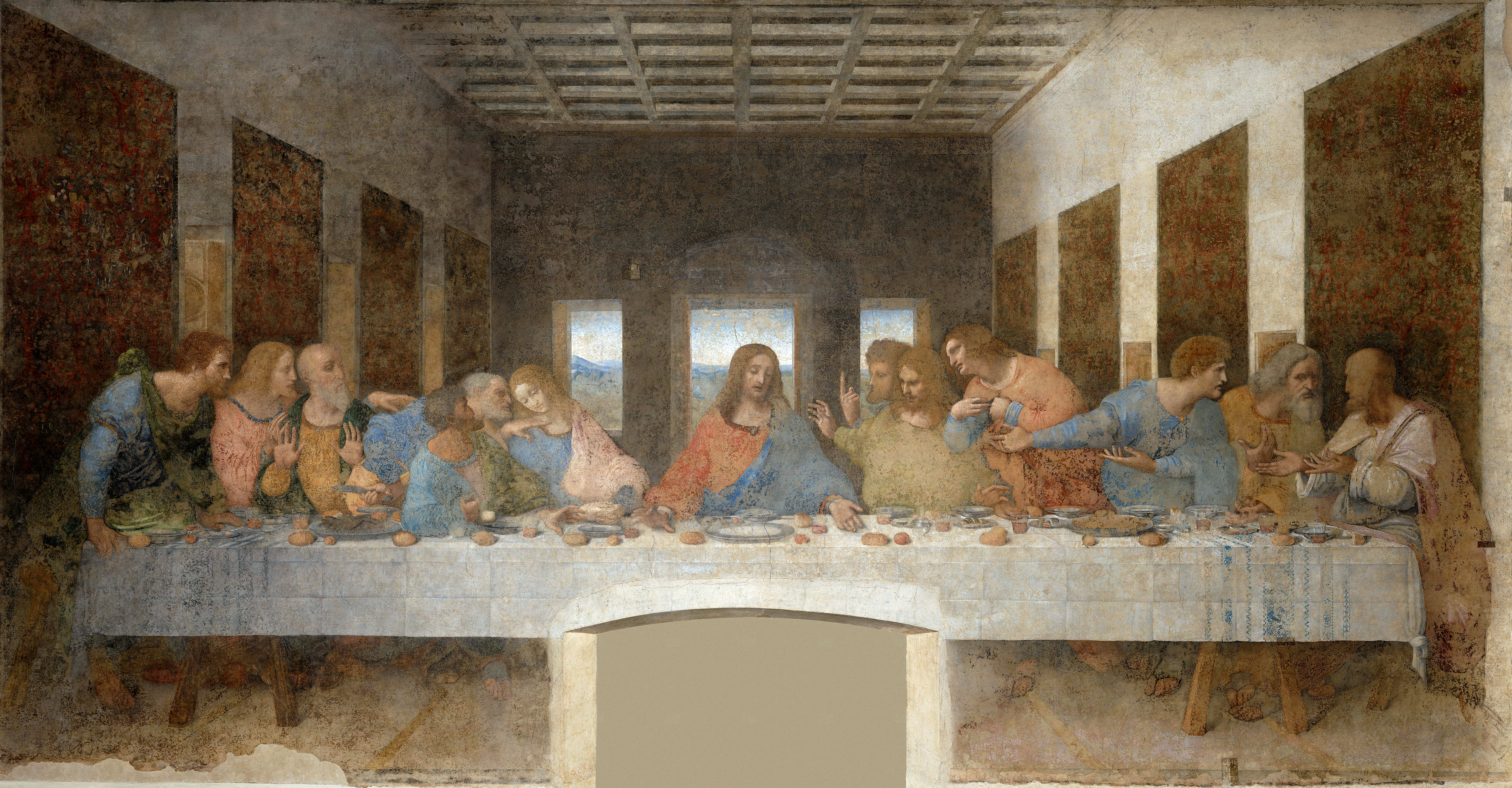
Leonardo da Vinci, Ultima cena, (1495-1498)
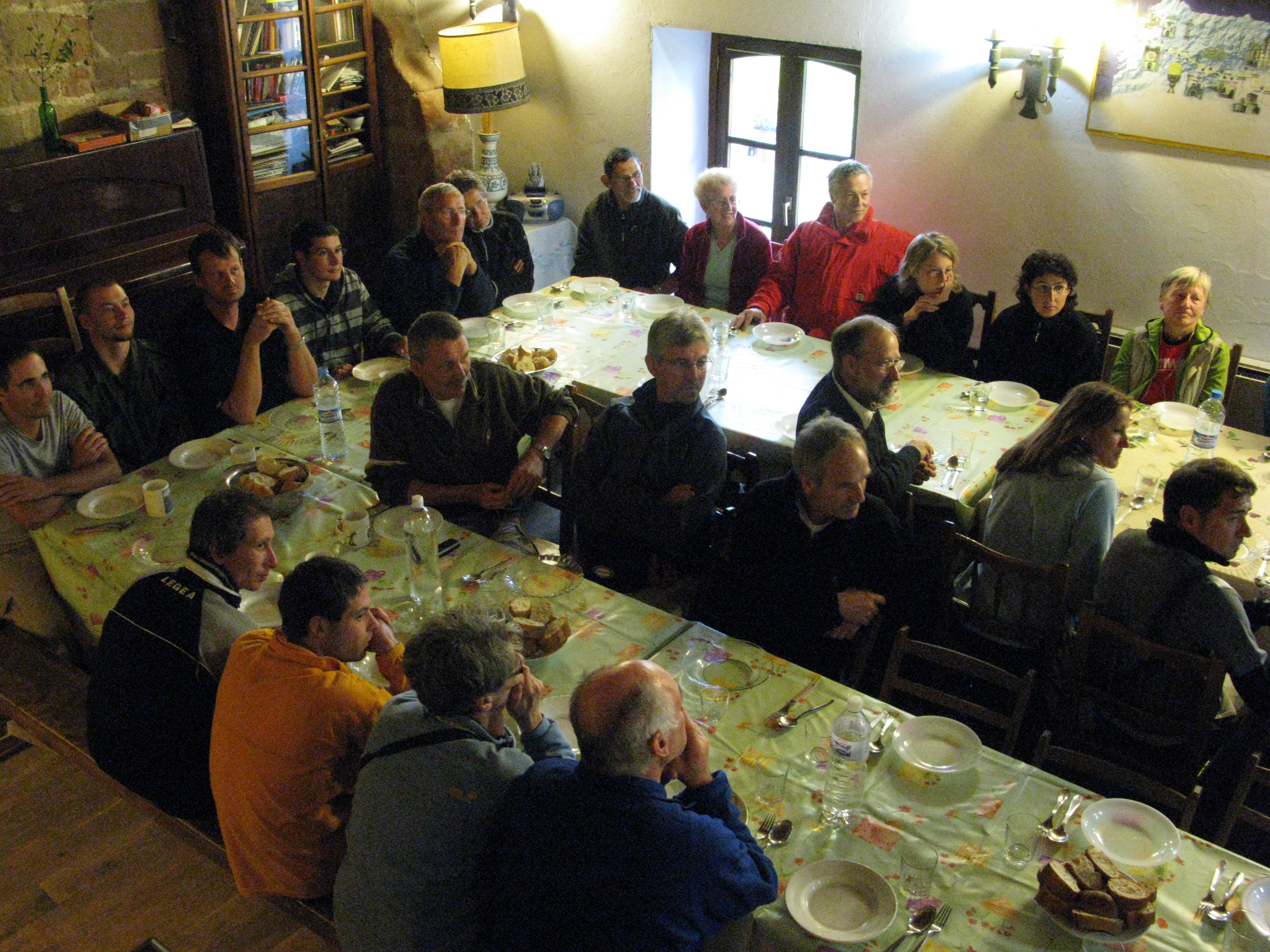
Cena in una sala comune
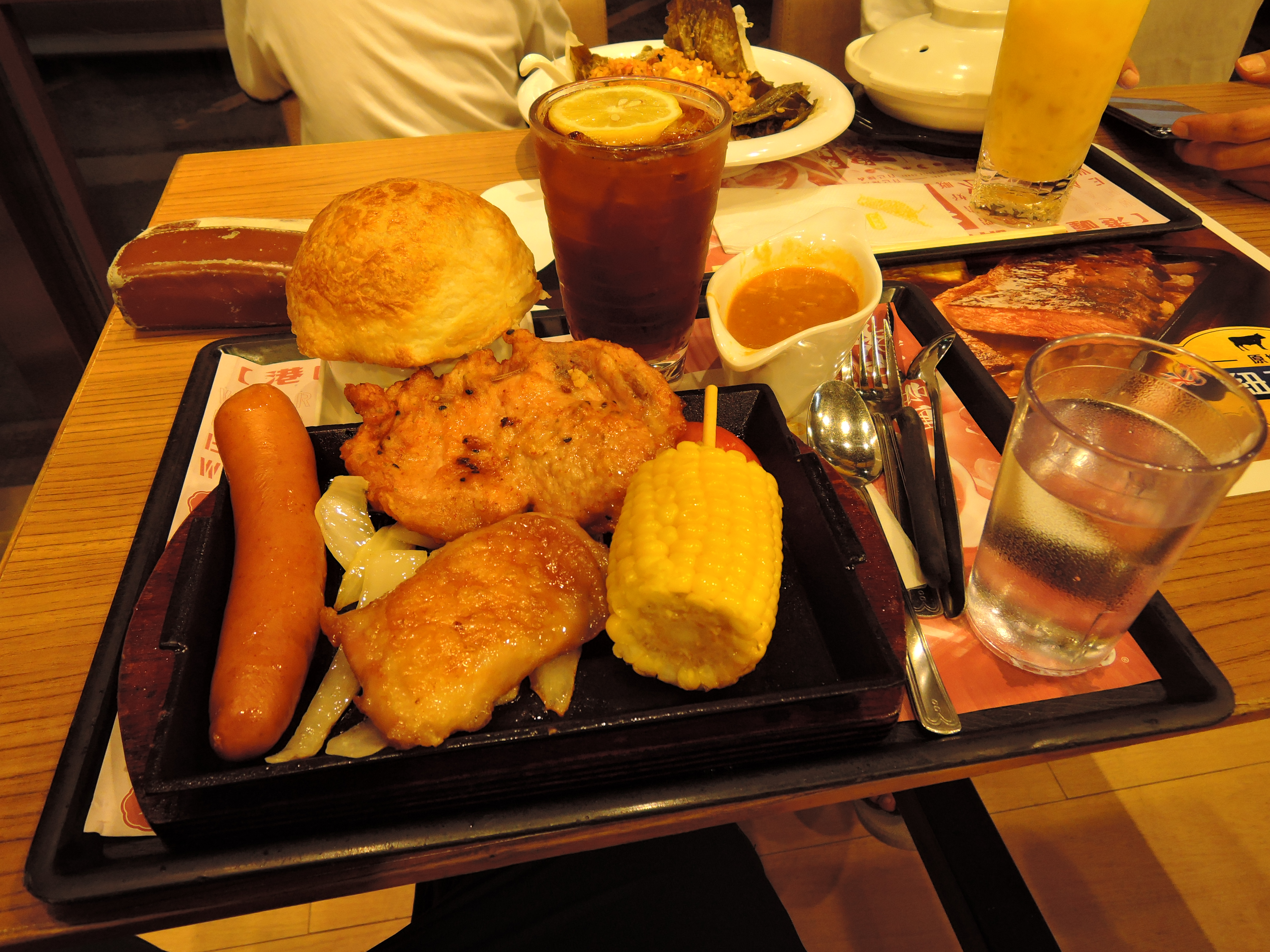
Esempio di cena in un locale pubblico
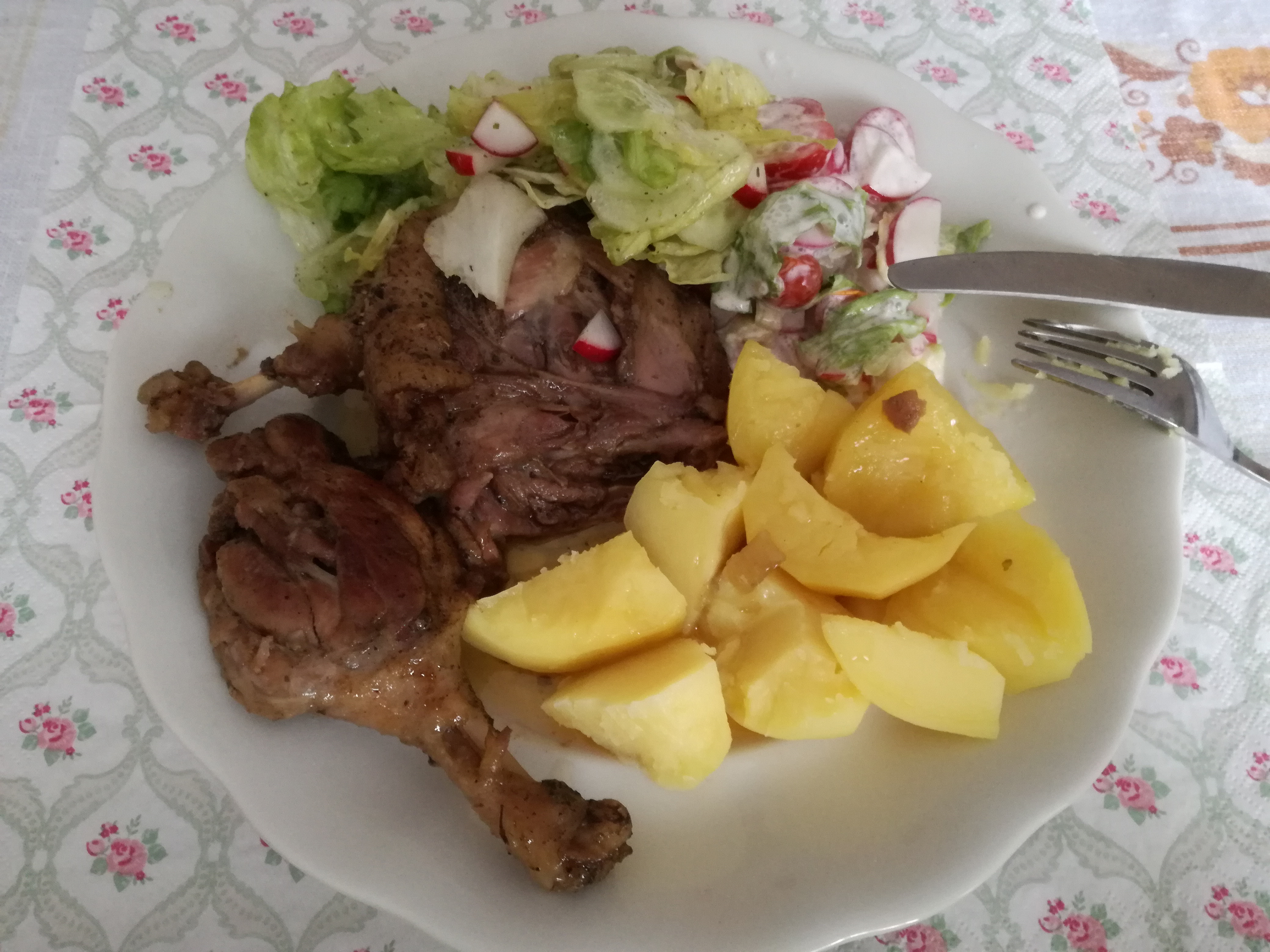
Cena a base di carne e patate
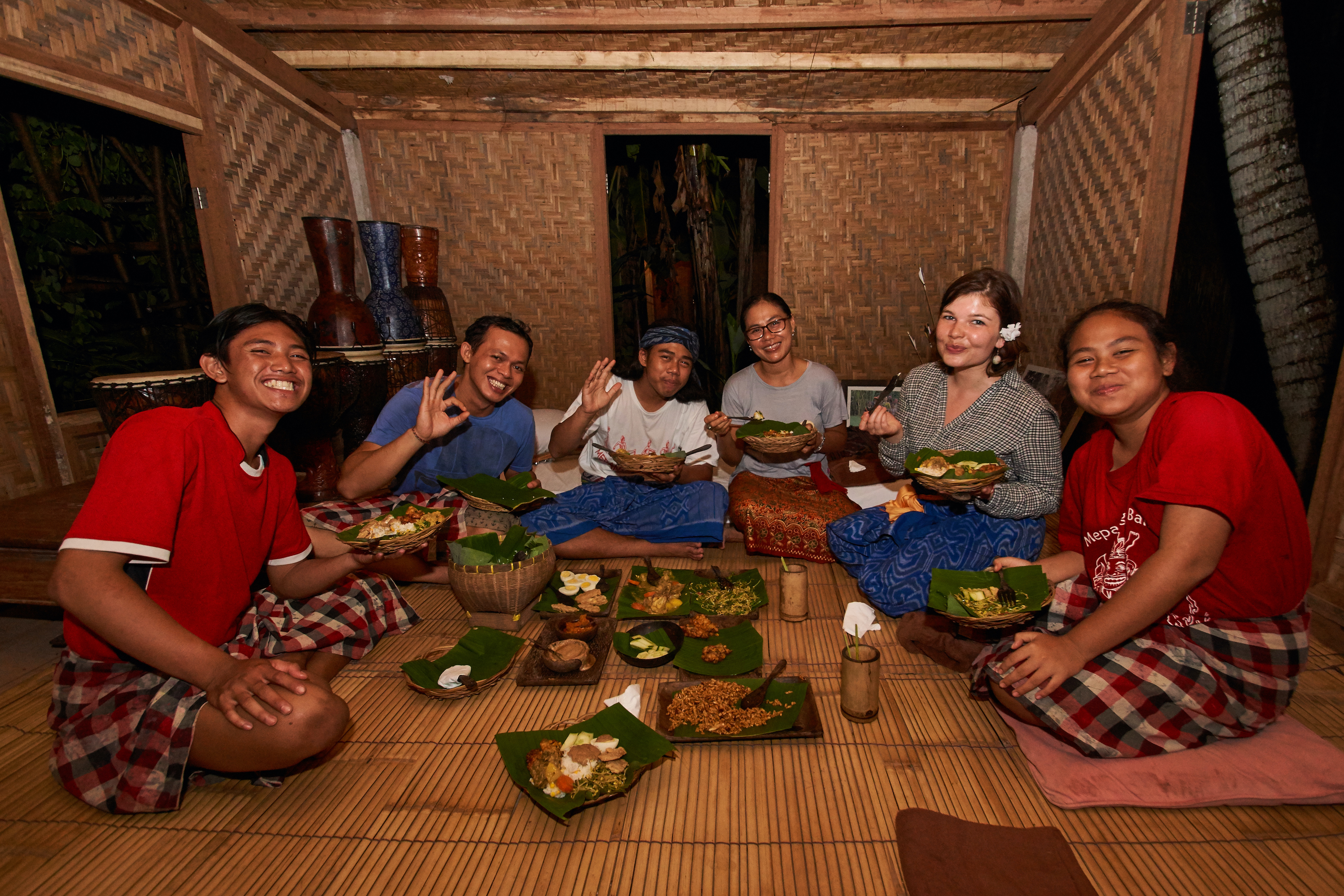
Cena a Bali
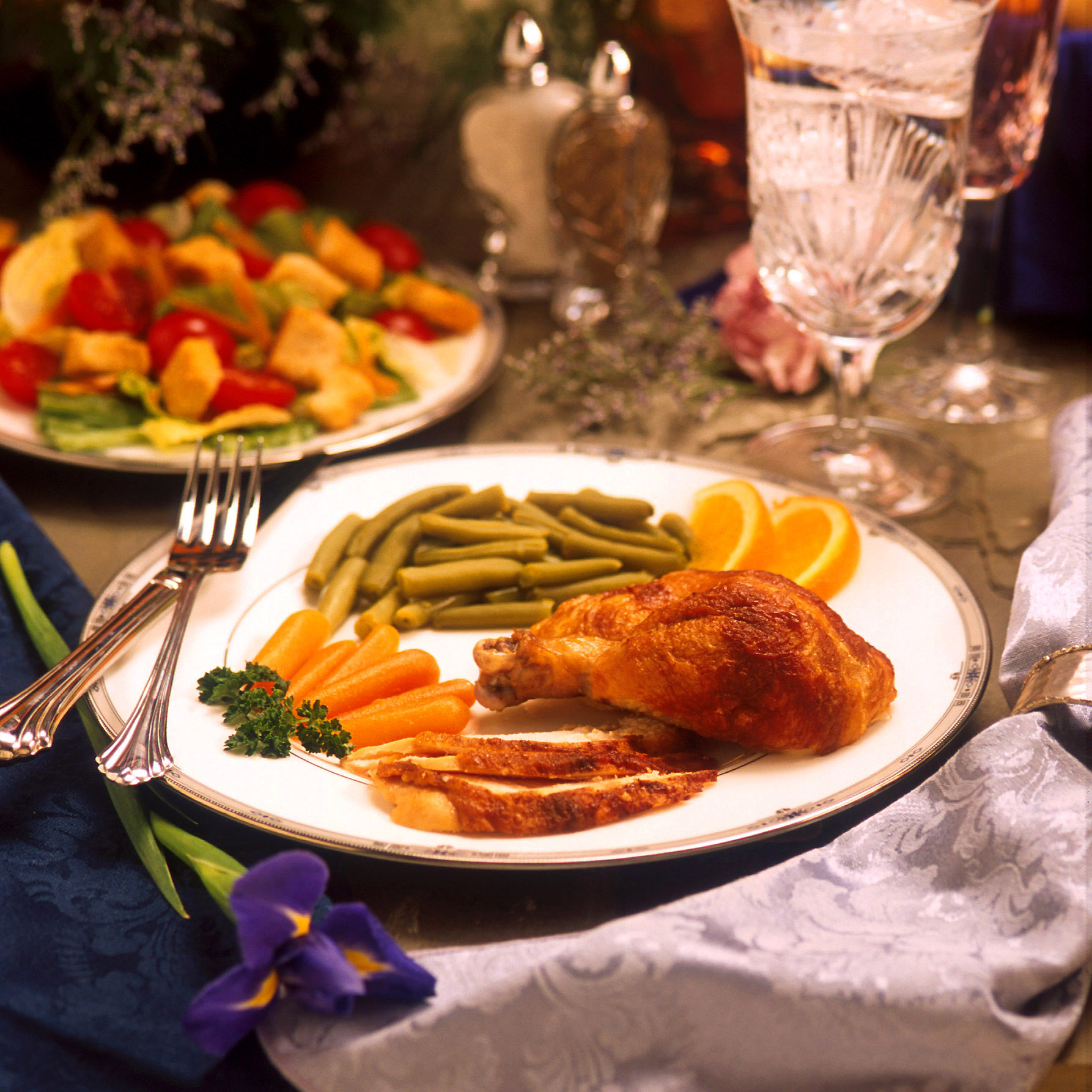
Cena a base di pollo e verdura